# Tunnel van Cheneux
De tunnel van Cheneux is een spoortunnel in La Gleize, een deelgemeente van Stoumont. De tunnel heeft een lengte van 250 meter. De enkelsporige spoorlijn 42 gaat door deze tunnel. De tunnel is genoemd naar het nabijgelegen dorp Cheneux
De tunnel kwam in dienst op 1 juli 1890. De tunnelportalen zijn opgetrokken in rode baksteen. Doordat baksteen meer onderhevig is aan de natuurelementen dan natuursteen, hebben de tunnelportalen op dit deel van de spoorlijn 42 een zwaar verweerde indruk.